# Тайсюй
Тайсю́й (кит. трад. 太虛, упр. 太虚, пиньинь Tàixū; 8 января 1890, Хайнин — 17 марта 1947, Шанхай) — китайский буддист-реформатор, сторонник религиозного диалога и научного знания.
Родился в Хайнинской области Ханчжоуской управы (современный городской уезд Хайнин городского округа Цзясин) провинции Чжэцзян, рано остался без родителей. Светские фамилия и имя — Люй Пэйли́нь (кит. упр. 呂沛林, пиньинь Lǚ Pèilín). В шестнадцать лет был посвящён в школу Линьцзи в монастыре Сяоцзюйхуа (小九華寺) в Сучжоу. Подвергся влиянию реформаторских и революционных идей, приведших к падению монархии в 1911 году (Кан Ювэй, Лян Цичао, Чжан Бинлинь), интересовался анархизмом и социализмом, участвовал в подпольной деятельности.
После основания Республики инициировал создание Ассоциации по модернизации буддизма (佛教協進會), которая встретила консервативное сопротивление и просуществовала недолго. Вёл активную общественную деятельность.
Потрясённый бедствиями в Китае и вспышкой Первой мировой войны, в октябре 1914 года ушёл в затворничество на остров Путошань. Оставшуюся жизнь посвятил развитию идеологии буддийской модернизации, стал наставником таких деятелей как Чжу Цяньчжи и Дунчу.
Умер 17 марта 1947 года в шанхайском Храме Нефритового Будды.